# Sportplatz Kematen
Sportplatz Kematen – stadion piłkarski w miejscowości Kematen in Tirol, niedaleko Innsbrucka, w Austrii. Został otwarty 8 września 1968 roku. Może pomieścić 3000 widzów, z czego 400 miejsc znajduje się na zadaszonej trybunie głównej. Swoje spotkania na obiekcie rozgrywają piłkarze klubu SV Kematen
Powstały w 1947 roku klub SV Kematen (wówczas jako ASV Kematen) początkowo swoje boisko urządził na łące w okolicy zwanej Michelfeld, położonej na wschód od miejscowości Kematen in Tirol. Rok po powstaniu drużyna przeniosła się na boisko utworzone w południowej części Kematen, na terenie byłego obozu dla powojennych uchodźców niemieckich. Obiekt ten znany był jako Messerschmittplatz, obecnie w jego miejscu znajdują się zabudowania przemysłowe. Jeszcze w 1959 roku został on zmodernizowany, ale po awansie zespołu do Landesligi w 1960 roku postawiono sobie za cel stworzenie nowego obiektu. Uroczyste otwarcie obecnego stadionu SV Kermaten odbyło się 8 września 1968 roku. W 1977 roku drużyna odniosła historyczny sukces, awansując do Alpenligi (3. poziom rozgrywkowy). Zespół występował w niej do 1980 roku. W latach 1979–1980 wybudowano boisko boczne oraz budynek klubowy. W 2007 roku boisko boczne wyposażono w sztuczną murawę, a w latach 2014–2015 dokonano modernizacji głównego stadionu. 4 czerwca 2018 roku na obiekcie odbył się mecz towarzyski piłkarskich reprezentacji Armenii i Mołdawii (0:0).